# The Real Dirt on Farmer John

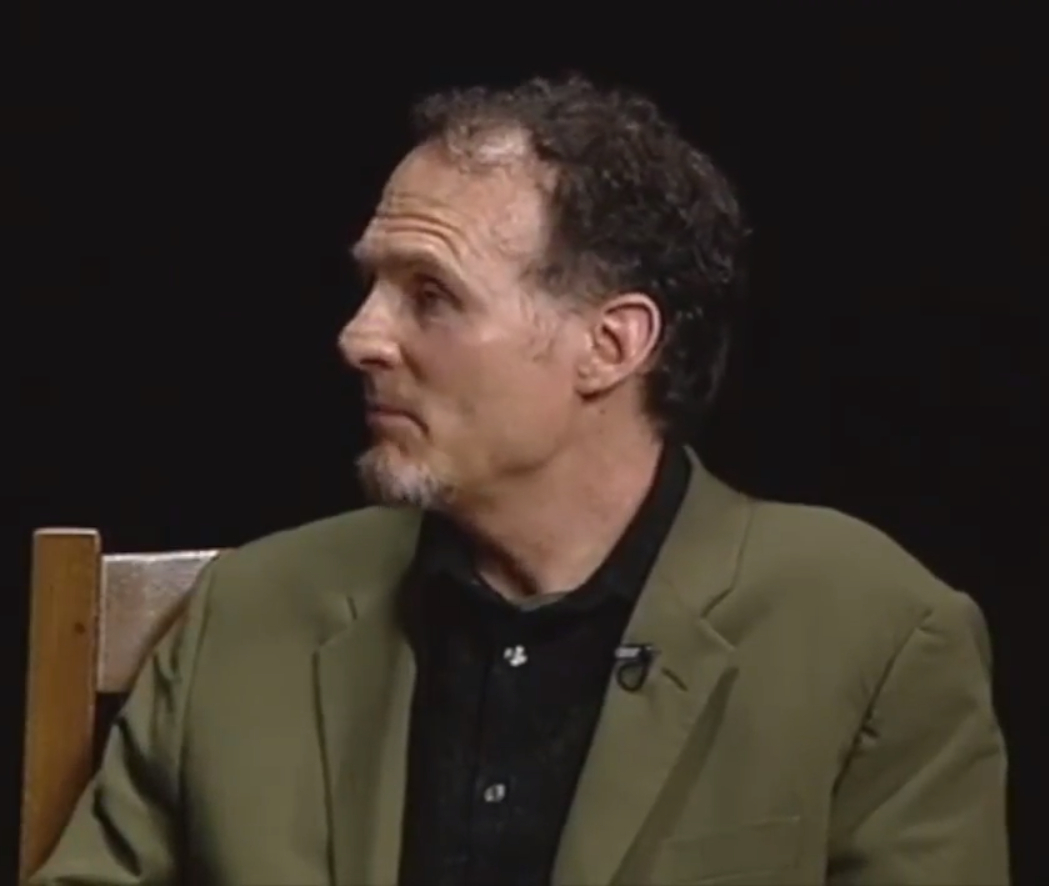
Taggart Siegel in 2011

The Real Dirt on Farmer John is een documentaire uit 2005, geregisseerd door Taggart Siegel over het leven van John Peterson, een biologische boer in het Midwesten. De film vertelt de geschiedenis van de excentrieke boerenfamilie op het platteland van Caledonia, Illinois.

## Synopsis
Door het overlijden van zijn vader neemt Peterson eind jaren '60 op 18-jarige leeftijd de boerderij van zijn vader over. In de jaren '70 wordt de plek een vrijplaats voor kunst, muziek en activisme. Vanwege zijn radicaal andere benadering van het boerenleven verfoeit de lokale gemeenschap hem en verdenkt hem van satanisme. In de jaren '80 krijgt Peterson een verlammende tegenslag; door hoge schulden wordt hij gedwongen om zijn landbouwmachines, een groot deel van het areaal en het melkvee te verkopen. Peterson zag hoe de boerderijen in Amerika langzamerhand werden overgenomen door multinationals en koos daarom juist voor een andere richting; kleinschalige biologische landbouw. Hij veranderde de oude boerderij tot een biologische bedrijf, en noemde het Angelic Organics. Middels een crowdfunding wist hij een groot deel van het oorspronkelijke land terug te kopen, en creëerde zo een van de eerste community-supported-agriculture (CSA)-boerderijen in de Verenigde Staten. De boerderij is uiteindelijk een veelzijdige onderneming geworden en levert biologische groentepakketten aan zo'n 1200 aandeelhoudersfamilies en organiseert educatieve programma's.

## Prijzen
The Real Dirt on Farmer John won 31 prijzen op filmfestivals, waaronder de eerste Reel Current Al Gore Award op het Nashville Film Festival, de Publieksprijs op het Chicago International Documentary Festival, de Grand Jury Award op het San Francisco International Film Festival, de Publieksprijs op het Slamdance Film Festival en de Italian Environmental Film Festival.